# Jean-Jacques Rousseau
Jean-Jacques Rousseau (forma spolszczona: Jan Jakub Russo; ur. 28 czerwca 1712 w Genewie, zm. 2 lipca 1778 w Ermenonville) – genewski pisarz tworzący w języku francuskim, filozof, pedagog, teoretyk muzyki.
Wiele jego utworów zostało umieszczonych w indeksie ksiąg zakazanych.

## Życiorys

### Dzieciństwo i młodość
Rousseau urodził się 28 czerwca 1712 w Genewie przy Grand’rue 40 w rodzinie protestanckiej, jako drugi syn zegarmistrza, obywatela Genewy. Matka zmarła po porodzie, a w roku 1722 Genewę na zawsze opuścił jego ojciec, umieszczając syna pod opieką jego wuja. Rousseau początkowo uczył się w pobliskim Bossey, a po powrocie do Genewy w 1724 rozpoczął terminowanie u kancelisty miejskiego, a następnie rytownika  .
W 1728 roku Rousseau opuścił Genewę i rozpoczął tułaczkę. W Annecy spotkał panią Louise de Warens, która doradziła mu wyjazd do Turynu i skłoniła do przejścia na katolicyzm . Przez kilka miesięcy błąkał się, podejmował drobne prace, czasami kradł. Zaczął też uczyć muzyki, do czego nie miał początkowo kompetencji. W roku 1729 wrócił do Annecy i zamieszkał u pani de Warens. Przez kolejne lata podróżował i podejmował różne zajęcia (kopisty nut, nauczyciela śpiewu, guwernera, pracownika katastru sabaudzkiego), powracając co pewien czas do Annecy. Po osiągnięciu 21 lat został kochankiem pani de Warens, a z czasem również administratorem jej dóbr. Jednocześnie pracował intensywnie nad swoim wykształceniem i od 1737 zaczął pisać swoje pierwsze prace .
W 1738 rozstał się z panią de Warens. W latach 1740–1741 był nauczycielem domowym dwóch synów Jeana Bonnota de Mably w Lyonie (1741–1743). Z tego okresu pochodzą jego pierwsze prace teoretyczne na temat muzyki, m.in. Projet concernant de nouveaux signes pour la musique, zaprezentowany przed Francuską Akademią Nauk, która przyznała Rousseau certyfikat. W 1743 opublikowano pierwszy tekst Rousseau Dissertation sur la musique moderne .
W 1743 był sekretarzem hrabiego de Montaigu, ambasadora Francji w Wenecji, z której funkcji po jedenastu miesiącach został zwolniony. W 1744 powrócił do Paryża, gdzie dostał się do wyższego towarzystwa. W 1745 poznał Thèrese Levasseur, dwudziestotrzyletnią bieliźniarkę z Orleanu, która została jego kochanką, a w 1768 żoną. Mieli pięcioro dzieci, które oddali do przytułków nie nadając im nawet imienia .

### Początki działalności
Początkiem działalności pisarskiej Rousseau stała się odpowiedź na konkurs ogłoszony przez Akademię w Dijon na temat: Czy odnowienie sztuk i nauk przyczyniło się do odnowienia obyczajów? Rozprawa uzyskała zaszczytną pierwszą nagrodę. Rousseau pisał w niej: Usuńcie ten nieszczęsny postęp, zabierzcie nasze błędy i nałogi, zabierzcie wytwory cywilizacji, a wszystko będzie dobre. Cywilizację i postęp obciążył winą za istniejące zło, równocześnie rzucając hasła powrotu do natury (za: A. Sikora, Od Heraklita, do Husserla). Dzieło to przyniosło mu duży rozgłos, dzięki czemu zawarł nowe znajomości; przez szereg lat był kochankiem i utrzymankiem baronowej de Warens; po rozstaniu z nią przeżył najcięższe chwile swego życia, gdy przez kilka lat musiał pracować zarobkowo. Był to kluczowy moment dla zrozumienia jego mentalności: Rousseau bardzo ciężko przeżył fakt konieczności pracy zarobkowej; uznał, że świat jest niesprawiedliwy, skoro zmusza go do codziennej pracy; ten kilkuletni epizod stworzył w nim postawę buntu wobec świata, postrzeganego teraz jako coś na kształt piekła. Stąd zrodziło się przeciwstawienie dobrego z natury człowieka („szlachetny dzikus”). Rousseau mógł postrzegać samego siebie jako „szlachetnego dzikusa”, który żyje w środowisku degradującej go cywilizacji.

### Rozwój kariery
W 1754 Rousseau, już jako znany myśliciel, odwiedził Genewę, powracając jednocześnie na łono kościoła reformowanego. Zauważył, że znana mu z dzieciństwa Genewa nie była już tym miastem idealnych i patriarchalnych stosunków, a jego poglądy ogłaszane w licznych pismach nie znajdują zrozumienia wśród władz, które zatrzasnęły przed nim bramy miasta. Pisarz stanął po stronie „młodego” mieszczaństwa genewskiego w jego walce ze „starym”, oligarchicznym patrycjatem. Wpływ Rousseau na młodą generację Szwajcarów, którzy po 1750 zaczęli dochodzić do głosu, był znaczny, pisarz bowiem postawił szereg problemów, bez których przemyślenia niemożliwa byłaby działalność wielu późniejszych luminarzy szwajcarskiego Oświecenia (za: J. Wojtowicz, Historia Szwajcarii).
Początkowo współpracował z encyklopedystami, z którymi jednak szybko zerwał, gdyż poza kontestacją otaczającego świata, nic go z nimi nie łączyło. Potępiając ateizm i racjonalizm, zrywał z głównym nurtem oświecenia; w rzeczywistości był pisarzem zwiastującym romantyzm i właściwie powinien zostać zaliczony do pierwszego pokolenia pisarzy tego nurtu.

### Twórczość
Pierwsze powodzenie literackie przyniósł mu nagrodzony przez Akademię w Dijon Discours sur les sciences et les arts (1750), w którym zaprzeczał wartości cywilizacji dla rozwoju ludzkości. W roku 1752 wystawił z powodzeniem przez siebie napisaną i skomponowaną operę Le devin du village, natomiast Lettre sur la musique française (1753), gdzie wypowiedział się za wyższością muzyki włoskiej, wywołał oburzenie. Po odwiedzinach w 1754 roku rodzinnej Genewy, wrócił do kalwinizmu. W 1755 napisał Discours sur l’origine et les fondements de l’inégalité parmi les hommes (przekład pol. 1819), zwalczający prawo własności i ustrój monarchiczny. Współpracował również przy Encyklopedii Diderota, zwłaszcza w dziale muzyki. Na zaproszenie pani d’Epinay w latach 1756–1757 mieszkał w tzw. Ermitage, willi pod Montmorency, pobyt ten jednak był zakłócony jego zmysłową namiętnością do hrabiny d’Houdetot i chorobliwą jego drażliwością, przez którą poróżnił się z najbliższymi przyjaciółmi (Diderot, Grimm, Madame Epinay). W latach 1758–1762 przebywał w Montmorency, gdzie doznawał opieki księcia Luxemburg. Jest to szczytowy okres jego działalności literackiej. W Lettre à d’Alembert sur les spectacles (1758) zarzucił teatrowi szkodliwość i niemoralność. W powieści La Nouvelle Héloïse (Nowa Heloiza, 1761) wysunął prawo serca ponad konwenans towarzyski. Powieść ta i dwa następne dzieła cieszyły się bezprzykładnym powodzeniem i wywarły ogromny wpływ na literaturę i myśl europejską (także w Polsce w dobie pseudoklasycyzmu i preromantyzmu). Le contrat social (1762, nowe wyd. 1896 i 1903; przekłady polskie 1778, 1839; nowe wyd. 1859 i 1862, Peretiatkowicza 1918, Macieja Starzewskiego, ze wstępem i komentarzem 1927) dowodzi powstania państwa przez dobrowolną umowę społeczną i stąd suwerenności ludu. Powieść Emile (1762) miała być obrazem zgodnego z naturą, wolnego od złych wpływów wychowania i w Profession de foi du vicaire savoyard (nowe wyd. 1914) przeciwstawiała nawet państwowej religii katolickiej zasady religii przyrodzonej. Wygnany za to z Francji, w latach 1762–1765 mieszkał w Szwajcarii, gdzie napisał melodramat Pigmalion (wyd. 1770, przekład polski Tomasza Kajetana Węgierskiego, 1778, 1799, 1823) i przeciw genewskiej ortodoksji Lettres écrites de la montagne (1764), za które przepędzony przez chłopów, zbiegł do Strasburga i na zaproszenie Hume’a udał się do Anglii (1766–1767). Tu rozpoczął pisać swoje Confessions. W roku 1767 powrócił do Francji, od 1770 osiadł w Paryżu. Wykończył najpierw Confessions (druk. 1782–1788, 4 t., nowe wyd. 1914, 3 t.; przekład polski Boya-Żeleńskiego, 1914–1918, 3 t., nowe wyd. 1931), apologetyczny, nie zawsze ścisły opis przeżyć, pierwszy wzór literatury subiektywno-osobistej. Usprawiedliwieniem także miały być dialogi R. juge de Jean-Jacques i w formie pamiętnika Rêveries d’un promeneur solitaire, drukowane dopiero później. W roku 1770 na wezwanie Michała Wielhorskiego napisał Uwagi nad rządem Polski (przekłady polskie Franciszka Karpińskiego 1789, II. wyd. 1799; Tadeusza Nieduszyńskiego 1921; Macieja Starzewskiego, ze wstępem i komentarzem, 1924). Napisał nadto: Dictionnaire de musique (1767),„Lettres sur la botanique (1766–1767) i in. W 1794 jego zwłoki przeniesiono do Panteonu.

### Emil, czyli o wychowaniu
Hasła powrotu do natury, zamiłowanie do otwartej przestrzeni, stały się tłem koncepcji wychowania naturalnego, której zasady przedstawił w poemacie dydaktycznym Emil, czyli o wychowaniu (1762).
Wszystko jest dobre, co z rąk Stwórcy pochodzi, wszystko paczy się w rękach człowieka – takimi słowami rozpoczyna się Emil.
Rousseau podzielił młodość na cztery okresy:
- niemowlęctwo, do mówienia;
- dzieciństwo do 12. roku życia;
- chłopięctwo do 15. roku życia;
- młodzieńczość do 20. roku życia.

Pierwsze dwa okresy miały się ograniczyć do rozwijania zdrowia i zmysłów, trzeci miał dać wykształcenie umysłu, czwarty wychowanie moralne.
Zdaniem Rousseau wychowanie powinno sprowadzać się do umożliwienia dziecku swobodnego wzrostu i dojrzewania oraz chronienie tego rozwoju przed zgubnymi wpływami zewnętrznymi. Chodziło o tak zwane wychowanie negatywne, odrzucające wszystkie środki, zmierzające do urabiania dziecka, do realizowania celów i ideałów narzuconych z zewnątrz.
Cztery rozdziały Emila poświęcone są wychowaniu mężczyzny w kolejnych etapach życia, natomiast ostatni, piąty rozdział Zofia, czyli kobieta Rousseau poświęcił wychowaniu płci pięknej. Twierdził, iż kobiety powinny być wychowywane odmiennie od mężczyzn, gdyż ich zadaniem jest spełnianie obowiązków domowych wynikających z bycia żonami i matkami. Ważne jest też, aby dziewczęta przysposabiać do bycia podległymi wobec mężów.
Swój program wychowawczy odnosił do człowieka w ogóle, wykluczając wszelkie podziały polityczne, narodowość, klasę czy zawód. Pisał: Ponieważ w porządku naturalnym wszyscy ludzie są równi, powszechnym ich powołaniem jest stan człowieczeństwa... Żyć – oto zawód, którego chcę nauczyć. Wychodząc z mych rąk, nie będzie on, przyznaję, ani urzędnikiem, ani żołnierzem, ani księdzem, będzie najpierw człowiekiem, czemkolwiek człowiekowi być wypadnie, tem będzie umiał być w potrzebie; los może go ruszać z jednego stanowiska, on zawsze znajdzie się na właściwem...
Dzieło to było wydarzeniem, które zdołało poruszyć wielkie umysły tego okresu, mimo że sąd paryski skazał książkę na spalenie. Dla Johanna Goethego Emil był naturalną ewangelią wychowania. Nawet Immanuel Kant, znany z pedantycznej regularności, zrezygnował jedyny raz z przechadzki, nie mogąc oderwać się od książki.

### Inne dzieła
Popularnym w okresie rewolucji francuskiej dziełem Rousseau był traktat polityczny Umowa społeczna (1762), w którym starał się odpowiedzieć na pytanie, w jaki sposób można usprawiedliwić istnienie społeczeństw zorganizowanych w państwach, które narzucają ludziom różne ograniczenia.
Jedną z ostatnich prac Rousseau były powstałe z inspiracji konfederata barskiego Michała Wielhorskiego Uwagi o rządzie polskim (1772), w której Rousseau przedstawił reformę ustroju politycznego Rzeczypospolitej, kładąc nacisk na odpowiednie wychowanie młodzieży, które powinno mieć wybitnie narodowy charakter.

### Rodzina
Rousseau z Teresą Levasseur miał pięcioro dzieci, które oddał do sierocińca, nie nadając im nawet imion.

## Koncepcja Rousseau
Zdaniem Rousseau literatura, nauka, sztuka nie prowadzą człowieka ku dobru – Rousseau odrzucał teorię postępu – gdyż rozwój umysłowy prowadzi do degradacji moralnej przez stłumienie naturalnych instynktów, które czyniły człowieka dobrym: „ludzie żyliby dobrze, gdyby postawa zewnętrzna była zawsze obrazem skłonności serca. Człowiek był niegdyś istotą na wskroś dobrą, bo irracjonalną – stąd pochodzi obraz człowieka pierwotnego, zwany popularnie (u Rousseau określenie to nie występuje) mianem „dobrego dzikusa”. Ów „dobry dzikus” to istota bez wychowania, nieznająca filozofii, literatury, kultury. Zdaniem Rousseau zapewnia mu to szczerość, otwartość, brak występków, którymi kieruje rozum, dążący do tego, by komuś coś zabrać. Dzikus także zabiera innym, ale nie dorabia uzasadnienia, nie snuje planów zaboru; działa wyłącznie instynktownie; kultura racjonalna zaś daje wyrachowanie, planowanie i przebiegłość. Człowiek pierwotny ma proste potrzeby: sen, seks, jedzenie. Codzienna walka z przyrodą hartuje go; jest większy niż człowiek współczesny, ma silniejsze mięśnie; te cechy fizyczne zanikły wraz z postępami cywilizacji: siekiera zabiła mięśnie rąk, proca celność rzutu, drabina umiejętność chodzenia po drzewie; cywilizacja skarliła człowieka fizycznie; dzikus nie bał się lwów, które zabijał gołymi rękami, także chorób (które mają być produktem cywilizacji), do zrostu kości nie potrzebował gipsu – same się zrastały. Człowiek pierwotny był moralny – niemoralność Rousseau postrzegał jako wymysł rozumu. Dziki nie znał występku, egoizmu, kierował się miłością do świata; nie znał nawet miłości, w której Rousseau także dostrzegał racjonalizację instynktu w postaci chęci podporządkowania sobie drugiej osoby. Dziki nie znał niewoli, własności, hierarchii – nie miał więc czego zazdrościć drugiemu, a więc nie znał uczucia zawiści.
W wyniku postępu racjonalności, czyli kultury, człowiek stracił swoją naturalność, opancerzając się warstwami ogłady, manier, konwenansów, ale pod ich powierzchnią rozum wzbudza zawiść, zazdrość, pożądanie, co wytwarza między ludźmi wzajemną nieufność i zazdrość. Człowiek pierwotny rzekomo nie znał tej obłudy. Człowiek natury jest więc irracjonalny, a dzięki temu szczęśliwy. Cywilizowany jest nieszczęśliwy, ciągle chce czegoś więcej, na kogoś nastaje lub kogoś się boi. Rozum niszczy człowieka: wielkość Egiptu, Grecji, Rzymu to pokłosie nieracjonalności; póki były to ludy irracjonalne, instynktowne, uczuciowe, były wielkie moralnie i militarnie. Nauka i kultura – jakie wytworzyły – przyczyniły się wyłącznie do degeneracji moralnej, a cnoty zostały zastąpione przez intrygi, spiski, morderstwa. Cnoty publiczne upadły i zaczęła się dekadencja polityczna, która spowodowała upadek, a w konsekwencji podbój przez prymitywne plemiona.
Koncepcja Rousseau jest stosunkowo prosta: nauka daje ludziom dobrobyt, który przeistacza się w zbytek, ten w rozprężenie, a to ostatnie w upadek. Wszystkie nauki to wynik zabobonu lub pychy: astronomia – dziecko zabobonu rozumu; retoryka i etyka – dzieci pychy rozumu; wynika z tego, że nauki są rozwinięciem przywar naszego rozumu. Człowiek z natury rodzi się dobry, ale ma w sobie zarodki zła (rozum), które nauka rozwija, dając im prymat nad instynktami. Wiedza jako taka, zdaniem Rousseau, nie jest zła, ale cywilizacja tak nas zepsuła, że umiemy ją wykorzystywać tylko ku rozwijaniu naszych wad i to dlatego Chrystus wybrał na apostołów prostaczków, a nie naukowców i filozofów. Rousseau chwali prymitywne życie pierwszych chrześcijan, które było szczęśliwe póki wśród nich nie pojawili się filozofowie i teologowie; ci, kierując się wyłącznie niezdrowymi ambicjami, sprowokowali konflikty personalne, które następnie zostały zracjonalizowane w postaci herezji i wojen religijnych.
W tym miejscu pojawia się największe zło społeczne: powołanie przez rozum pojęcia własności prywatnej, będącej źródłem zazdrości, walk i wszystkich przestępstw. Wszelkie społeczeństwo sankcjonuje własność prywatną; „Ten, kto pierwszy ogrodził kawałek ziemi, powiedział «to moje» i znalazł ludzi dość naiwnych, by mu uwierzyć, był prawdziwym założycielem społeczeństwa. Iluż to zbrodni, wojen, morderstw, ile nędzy i grozy byłby rodzajowi ludzkiemu oszczędził ten, kto by kołki wyrwał lub rów zasypał i zawołał do otoczenia: «Uwaga! Nie słuchajcie tego oszusta; będziecie zgubieni, gdy zapomnicie, że płody do wszystkich, a ziemia do nikogo»” (Rozprawa o pochodzeniu i podstawach nierówności między ludźmi). Wraz z pojawieniem się własności powstała władza, państwo, kultura – kojarzące się Rousseau wyłącznie z opresją i tyranią – aby zagwarantować posiadaczom majątkowe status quo. Państwo to kolejny produkt rozumu, podobnie jak i wszystko, co z własnością się łączy: handel, prawo, moralność, hierarchia, mentalność zysku, nierówności majątkowe. Konsekwencją racjonalizacji własności jest instytucja monarchii, która zniewoliła ludy dla obrony własności garstki bogaczy.

### Umowa społeczna
Główne dzieło Rousseau Umowa społeczna to klasyczna utopia polityczna, w której została opisana demokracja idealna. Praca ta pisana była w czasie absolutyzmu, gdy demokracja istniała tylko w Szwajcarii i Holandii, a także w chylącej się ku upadkowi Rzeczypospolitej. Rousseau stworzył jej model na podstawie pism starożytnych i wspomnień z dzieciństwa w Szwajcarii. Demokracja była ustrojem niewyobrażalnym dla ówczesnych ludzi i popularność tego dzieła wynikała z mody na nonkonformizm ludzi XVIII w. Sama idea była całkowitą utopią, gdyż zakładała, iż można założyć od nowa państwo już istniejące – wystarczy jedynie zebrać wszystkich obywateli i „założyć” państwo od nowa – udając, że istniejący świat polityczny nie istnieje. Utopia miała powstać przy zignorowaniu dotychczasowych struktur władzy i państw. Projekt umowy ma charakter czysto racjonalistycznej abstrakcji: lud zbiera się i w jednym akcie głosowania „unieważnia” liczącą stulecia lub tysiąclecia tradycję narodową, polityczną i religijną społeczeństwa. Umowa delegitymizuje wszystko, co miało miejsce przed jej zawarciem. Lud ma prawo do rewolucyjnych zmian, przebudowy społecznej w każdej dziedzinie, może zmienić prawa natury, nadać sobie nową religię, a nawet napisać zupełnie od nowa swoją własną historię. Konstruktywizm ludu nie posiada jakichkolwiek ograniczeń, gdyż świat i człowiek są całkowicie plastyczni – nie panują w świecie żadne prawa natury czy socjologii – i lud może świat przekształcić wedle swojej wolnej woli w jakimkolwiek kierunku. Odrzucając wszelkie prawa natury – tak chrześcijańskie, jak i liberalne (nowożytne) – Rousseau uznawał tylko absolutną i nieograniczoną pierwotną suwerenność ludu. Zdawał sobie sprawę, że pojęcie „umowy” zakłada, że jest ona dziełem całkowicie racjonalnym; Nie wierzył jednak, że rzekomo zepsutego przez rozum człowieka można cofnąć do epoki „dobrego dzikusa”, dlatego postanowił uciec od złego świata poprzez odrzucenie wszystkich tradycyjnych stosunków, poprzez jego głębszą racjonalizację, czyli stworzenie społeczeństwa od nowa, na podstawie racjonalnego projektu. Odrzucając racjonalizm dotychczasowej kultury, Rousseau szukał ucieczki w hiperracjonalizmie projektu umowy społecznej; poprzez umowę społeczną chciał znieść jedną z przyczyn zła: nierówności społeczne wynikłe z pierwotnego przywłaszczenia ziemi. Według niego państwa dotychczasowe istniały z woli bogatych i dla zabezpieczenia ich interesów; umowa ma to odwrócić, stwarzając państwo na warunkach uznanych przez ogół, który dotychczas nie posiadał praw politycznych, co rzekomo jest sprzeczne z prawami natury.
Idea rewanżu mas nad elitami ujawnia się w istocie samej umowy społecznej; jest to oddanie radykalne, gdyż ogół jest panem wszystkich dóbr i ma prawo wydać jakiekolwiek postanowienie kwestionujące dotychczasowe stosunki w jakiejkolwiek dziedzinie. Jedną z zasad umowy jest prawo ogółu, aby za pomocą państwa dokonać nowego rozdziału własności. Rousseau odrzucał bowiem ideę prawa naturalnego (ponad wolą władzy stoją pewne prawa niezbywalne, których nikt nie ma prawa podeptać). Przyznał ogółowi prawo do przeprowadzenia rewolucji totalnej w każdej dziedzinie życia jednostki, grup lub całego społeczeństwa. Przed wolą ogółu nie chronią żadne prawa jednostki, gdyż wszelkie normy mają jedno uzasadnienie: wolę ogółu. Podstawowy warunek umowy społecznej rzekomo brzmi: „zupełne oddanie się każdego członka ze wszystkimi jego prawami całemu społeczeństwu” i to jest według Rousseau prawdziwa wolność: „ktokolwiek odmówi posłuszeństwa woli powszechnej, będzie do tego zmuszony przez całe ciało [społeczne]: co nie oznacza niczego innego, jak że będzie zmuszony do wolności”. Koncepcja ta ma charakter skrajnie kolektywistyczny; antyindywidualizm posunięty jest do skrajności; oznacza negację własności: „państwo, w stosunku do swoich członków, jest panem wszystkich ich dóbr”. Zakres wolności wyznacza jednostkom wszechwładny ogół; obywatel winien zajmować się państwem, a państwo całością jego spraw. W sumie jest to wizja państwa demokratycznego co do odbioru władzy i totalitarnego co do treści; obywatele jako masa panują nad wszystkimi dziedzinami życia jednostek, lecz nie mają żadnych praw, jeśli ogół im ich nie da.
To, co charakteryzuje utopię Rousseau to przyjęte (i niedowiedzione) założenie, że opisana przezeń utopijna demokracja totalitarna jest jedynym prawowitym ustrojem i nawet jednomyślna zgoda ludu nie legitymuje innego ustroju. Lud bowiem nie ma prawa zrzec się własnej suwerennej woli i przelać ją na kogokolwiek. Wszelki inny ustrój jest więc tyranią, nawet jeśli istnieje za zgodą ludu i cieszy się jego poparciem. Teoria o niepodzielności i niezbywalności suwerenności ludu w praktyce stanowiła delegitymizację wszelkich innych ustrojów poza wymyśloną „demokracją totalitarną”. Co ważne, była to także delegitymizacja wszystkich istniejących wówczas państw demokratycznych; Rousseau odrzucał bowiem wszelkie formy pośrednictwa wyrażania woli przez suwerenny lud, czyli parlamentaryzm; demokracja jest albo bezpośrednia, albo mamy do czynienia nie z rządami ludu, lecz z panowaniem oligarchii parlamentarnej za parawanem woli ludu; lud tylko wtedy jest suwerenny, jeśli gromadzi się na jednym placu lub polanie i decyduje o najdrobniejszych nawet sprawach państwa i poszczególnych obywateli. Oznacza to, że obok utopii ustroju, Rousseau tworzy także utopię obszaru, gdyż formuła taka jest niemożliwa dla jakiegokolwiek większego państwa.
Teoria Rousseau, iż prawowita jest tylko republika, a wszelki inny ustrój oznacza, że poddani winni użyć swojego prawa do oporu, w istocie stanowiła wezwanie do ogólnoświatowej rewolucji przeciwko wszystkim ówczesnym rządom, nawet demokratycznym w Polsce, Szwajcarii i Holandii, gdzie wprawdzie była demokracja, lecz stanowa lub cenzusowa; co więcej, do dziś nie ma na świecie ani jednego rządu, który wedle tej teorii byłby prawowity – w istocie oznaczałoby to brak rządu, ponieważ cały lud byłby rządem. Kolejny rys utopijny, o wyraźnie totalitarnym charakterze, to pojęcie „woli powszechnej” (volonte generale); Rousseau często posługiwał się tym pojęciem, nie rozumiejąc pod tym określeniem woli większości. „Wola powszechna” jest w ujęciu Rousseau najprawdopodobniej synonimem racji stanu, interesu narodowego lub podobnych pojęć. W założeniu to teoretyczna wola, wyrażająca interes obiektywny państwa; nie wiadomo jednak czym jest ona w praktyce i kto miałby ją wyrażać; trudno bowiem poważnie potraktować stwierdzenie, że wolę tę wyraża jednomyślna wola ludu, gdyż jednomyślność w praktyce się nie zdarza. Można z tego wywnioskować, że demokracja to nie tyle realny projekt społeczny, co jakaś formuła ideologii rewolucyjnej przeciwko wszystkim rządom. Rousseau miał świadomość tego, że jego wizja jest nie do urzeczywistnienia, gdyż „gdyby istniał lud złożony z bogów, to miałby charakter demokratyczny”. W utopii tej nie chodzi o autentyczne wyzwolenie człowieka od zła – co Rousseau uważa za niemożliwe – lecz o wieczną rewolucję przeciwko wszelkim rządom w imię ideału, który nigdy nie może zostać urzeczywistniony.
Rewolucyjny charakter teorii Rousseau przejawia się przede wszystkim w przekonaniu, że dobry człowiek został uwięziony w złym świecie, który czyni zeń przeciwieństwo jego natury; przeciwko temu światu Rousseau ogłasza romantyczną rewolucję, której celem nie jest jakaś określona zmiana – tę uważa za nieosiągalną – lecz rewolucja dla samej rewolucji, którą musi podjąć dobry z natury człowiek uwięziony w racjonalnym (złym) świecie, nie mając przed sobą perspektywy rzeczywistej odmiany. W tym sensie Rousseau różni się od rewolucjonistów epoki oświecenia, którzy dokładnie zaplanowali, jak powinien wyglądać zregenerowany świat po przyszłej rewolucji; Rousseau nie miał konkretnego celu, wizji przyszłego społeczeństwa; rewolucja jest celem samym w sobie.

## Dzieła
Lista zawiera główne dzieła Rousseau według dat ich napisania. Część dat niepewna. W większości przypadków nie ukazały się drukiem za życia autora. Starsze polskie wydania stosują pisownię Jan Jakub Rousseau, Jan Jakob Rousseau, Jan Jakób Russo .
- 1740 – Projet pour l’éducation de M. De Sainte-Marie,
Plan nauczania syna Jeana Bonnota de Mably. Rousseau został później jego nauczycielem;
- 1742 – Projet concernant de nouveaux signes pour la musique,
Odczyt w Akademii Nauk w Paryżu;
- 1743 – Dissertation sur la musique moderne, Paris: Quillau;
- 1743 – Le nouveau Dédale,
Niepublikowany manuskrypt z projektem maszyny latającej;
- 1745 – Les Muses galantes,
Balet, wystawiony w operze paryskiej,
- 1747 l’Engagement téméraire,
Komedia;
- 1749 – Discours sur les Sciences et les Arts,
Rozprawa na konkurs Akademii w Dijon. Nagrodzona w lipcu 1950 i pod koniec tego roku wydana drukiem w Bazylei lub Paryżu, bez podpisu autora;
(pl) 1956 – Rozprawa o naukach i sztukach, tłum. Henryk Elzenberg, w: Trzy rozprawy z filozofii społecznej, Warszawa: PWN;
- 1749 – Essai sur l’origine des langues,
Wydane pośmiertnie w 1782;
- 1752 – Le Devin du Village,
opera komiczna, premiera przed królem w Fontainebleau, 12 sierpnia 1752;
- 1752 – Narcisse ou l’amant de lui-même,
komedia, premiera w Théatre Français 18 grudnia 1752. Wtedy też Rousseau pisze do niej przedmowę,
(pl) 1966 – Przedmowa do Narcyza, tłum. Bronisław Baczko, w: Umowa społeczna. Uwagi o rządzie polskim. List o widowiskach, Warszawa: PWN;
- 1753 – Lettre sur la musique francaise,
Opublikowany w 1754;
- 1754 – Discours sur l’origine et les fondments de l’inegalite,
Opublikowany: Amsterdam: Marc-Michel Rey, 1755,
(pl) 1819 – Wielka rozprawa o nierówności stanów pomiędzy ludźmi, tłum. Ignacy Skarbek, Warszawa: Piiarów,
(pl) 1956 – Rozprawa o pochodzeniu i podstawach nierówności, tłum. Henryk Elzenberg, w: Trzy rozprawy z filozofii społecznej, Warszawa: PWN;
- 1755 – Discours sur l’Économie politique,
Artykuł w: Encyclopédie ou Dictionnaire raisonné des sciences, des arts et des métiers V tom, ed. Diderot, d’Alembert,
(pl) 1819 – Rozprawa o ekonomii politycznej, tłum. Ignacy Skarbek, w: Wielka rozprawa o nierówności stanów pomiędzy ludźmi, Warszawa: Piiarów,
(pl) 1956 – Ekonomia polityczna, tłum. Roman Ingarden, w: Trzy rozprawy z filozofii społecznej, Warszawa: PWN;
- 1755 – Jugement du Projet de paix perpétuelle de Monsieur l’Abbé de Saint-Pierre;
- 1756 – Lettre à Voltaire sur la Providence,
Niepublikowany manuskrypt, datowany na 18 sierpnia 1756,
(pl) 1966 – List do Woltera o Opatrzności, tłum. Julian Rogoziński, w: Umowa społeczna. Uwagi o rządzie polskim. List o widowiskach, Warszawa: PWN;
- 1756 – La Reine fantasque,
wydane w 1758 własnym sumptem;
- 1757–1758 – Lettres morales,
Niewysłane listy do Sophie d’Houdetot, opublikowane w 1888,
- 1766 – Listy moralne, tłum. Maria Pawłowska, w: Umowa społeczna. Uwagi o rządzie polskim. List o widowiskach, Warszawa: PWN;
- 1758 – Principes du droit de la guerre. Ècrits sur la paix perpétuelle,
Niepublikowane, zrekonstruowane fragmenty, odnalezione w 1965. Data wpisana przez autora;
- 1758 – Lettre á d’Alembert sur les Spectacles,
(pl) 1966 – List do d’Alemberta o widowiskach, tłum. Wiera Bieńkowska, w: Umowa społeczna. Uwagi o rządzie polskim. List o widowiskach, Warszawa: PWN;
- 1758 – Juli ou la Nouvelle Héloïse,
Powieść, opublikowana w Londynie, 1760 i Paryżu, 1761,
(pl) 1962 – Nowa Heloiza, tłum. Ewa Rzadkowska, Wrocław: Zakład Narodowy im. Ossolińskich;
- 1761 – Émile ou de l’Éducation,
Druk: Amsterdam: Néaulme 1762,
(pl) 1933 – Emil, czyli o wychowaniu, tłum. Wacław Husarski, Eugeniusz Zieliński, Warszawa: Naukowe Towarzystwo Pedagogiczne;
- 1761 – Préface de la Nouvelle Héloïse, ou Entretien sur les Roman,
- 1762 – Du contrat social ou principes du droit politique, Amsterdam,
(pl) 1839 – Umowa towarzyska, czyli zasady prawa politycznego, tłum. Józef Wien, Agen,
(pl) 1918 – Umowa społeczna, tłum. Antoni Peretiatkowicz, Kraków: z udziałem zapomogi Kasy Pomocy dla Osób Pracujących na Polu Naukowem im. Józefa Mianowskiego;
- 1762 – Lettre á Christophe de Beaumont, Archévêque de Paris,
Datowany na 18 listopada 1762,
(pl) 1966 – List do arcybiskupa de Beaumont, tłum. Hanna Rosnerowa, w: Umowa społeczna. Uwagi o rządzie polskim. List o widowiskach, Warszawa: PWN;
- 1764 – Lettres écrites de la Montagne;
- 1765 – Projet de constitution pour la Corse,
(pl) 2009 – Projekt konstytucji dla Korsyki, tłum. Marek Blaszke, Warszawa: IFiS PAN;
- 1763 – Dictionnaire de Musique,
Wydany w Paryżu, 1767,
(pl) 2010 – Wybór haseł w: „Myśl muzyczna Jeana-Jacques’a Rousseau”, tłum. Zbigniew Skowron, Warszawa: Wydawnictwo Uniwersytetu Warszawskiego;
- 1766 – Lettre de M. de Voltaire au Dr J.J. Pansophe,
Wydany drukiem w kwietniu 1766.
- 1767 – Lettre au marquis de Mirabeau sur le despotisme légal,
- 1769 – Lettre à M. de Franquières,
- 1770 – Pygmalion,
poemat z muzyką Coigneta,
(pl) 1799 – Pigmalion: scena liryczna Jana Jakóba Rousseau, tłum. wierszem Tomasz Kajetan Węgierski, Kraków; Wystawiony w Warszawie 1777;
- 1770 – Les Confessions (Wyznania),
Do śmierci autora krążyły w rękopisach. Pośmiertna publikacja w 1782-1789,
(pl) 1915–1918 – Wyznania, tłum. Tadeusz Boy-Żeleński, Kraków: S.A. Krzyżanowski, Kraków: J. Czernecki, Warszawa: E. Wende (3 tomy);
- 1771–1772 – Lettres sur la botanique,
- 1772 – Considérations sur le gouverment de la Pologne,
(pl) 1789 Uwagi o rządzie polskim, tłum. Franciszek Karpiński,
(pl) 1799 Uwagi o rządzie polskim, tłum. Tadeusz Nieduszyński,
(pl) 1924 – Uwagi nad rządem Polski, tłum. Maciej Starzewski, Kraków: Krakowska Spółka Wydawnicza (kopia cyfrowa w KPBC);
1966 – Uwagi o rządzie polskim, tłum. Maciej Starzewski[a], w: Umowa społeczna. Uwagi o rządzie polskim. List o widowiskach, Warszawa: PWN;
- 1776 – Rousseau juge de Jean-Jacques, Dialogues,
Publikacja pośmiertna w 1782;
- 1776 – Histoire du précedent écrit;
- 1776-1778 – Les Rêveries du Promeneur Solitaire,
Nieukończone, publikacja pośmiertna w 1782,
(pl) 1967 – Przechadzki samotnego marzyciela, tłum. Maria Gniewiewska, Warszawa: Czytelnik,
(pl) 1983 – Marzenia samotnego wędrowca, tłum. Ewa Rzadkowska, Wrocław: Zakład Narodowy im. Ossolińskich.

### Dzieła zebrane
- Collection complète des oeuvres de J.J. Rousseau, citoyen de Genève, ed. P. du Peyrou; Geneve, 1782;
- Correspondance complète de Jean-Jacques Rousseau; ed. R.A. Leigh, Geneve – Banbury: The Voltaire Foundation, 1965–1998 (50 tomów);
- Œuvres complètes, eds. B. Gagnebin, M. Raymond; Paris: Gallimard (Pleiade), 1959–1995 („Edycja standardowa”, 5 tomów);
- Œuvres complètes, ed. M. Launay, Paris: Editions du Seuil, 1967–1971 (3 tomy).